# Walburga Paget
Walburga Ehrengarde Helena Paget, född von Hohenthal 1839, död 1929, var en tysk (preussisk) hovfunktionär och författare. 
Hon var hovdam till Viktoria av Storbritannien före dennas giftermål 1858. Hon gifte sig 1860 med den brittiske diplomaten Augustus Paget. Hon och prinsessan Viktoria anförtroddes arrangemangen kring det arrangerade äktenskapet mellan Alexandra av Danmark och Edvard VII 1863. Hon utgav ett antal böcker, främst skildringar ur sitt liv.